# HD 16754
HD 16754 (s Eridanus) é uma estrela na direção da Eridanus. Possui uma ascensão reta de 02h 39m 47.92s e uma declinação de −42° 53′ 29.9″. Sua magnitude aparente é igual a 4.74. Considerando sua distância de 130 anos-luz em relação à Terra, sua magnitude absoluta é igual a 1.74. Pertence à classe espectral A2V.